# Perithemis
Perithemis ist eine aus dreizehn Arten bestehende Libellengattung der Unterfamilie Palpopleurinae und wurde 1861 von Hermann August Hagen erstbeschrieben. Als Generotyp diente eine bis dahin als Libellula tenera bezeichnete Libelle. Das Verbreitungsgebiet erstreckt sich vom südöstlichen Kanada bis nach Zentralargentinien.

## Merkmale
Perithemis-Arten sind extrem kleine Libellen und erreichen Längen zwischen 17 und 29 Millimetern. Der gelbliche, bräunliche oder orange Hinterleib (Abdomen) weist eine Vielzahl von dunklen Kielen und Gräben auf. Der Pterothorax, der Teil des Brustkorbes (Thorax), an dem die Flügel ansetzen, ist grünlich oder hat zwei dunkle Streifen. Die Flügel der Männchen sind orange oder rot. Jene der Weibchen sind durchsichtig oder besitzen verschiedene braune oder orange Bänder.

## Lebensraum
Perithemis-Imagines kommen an Tümpeln und Marschen manchmal aber auch entlang von Flüssen vor. Im Sonnenschein fliegen die Männchen dicht über dem Wasser. Zur Jagd setzen sich die Tiere auf kleine Äste in der Nähe des Wassers. Die Larven leben meist an untergetauchter Vegetation.

## Systematik
Die Systematik der Art ist bei weitem nicht abschließend geklärt und über viele Arten besteht noch Unklarheit, ob sie wirklich eigenständige Arten darstellen. Folgende Arten werden zur Gattung Perithemis gezählt:

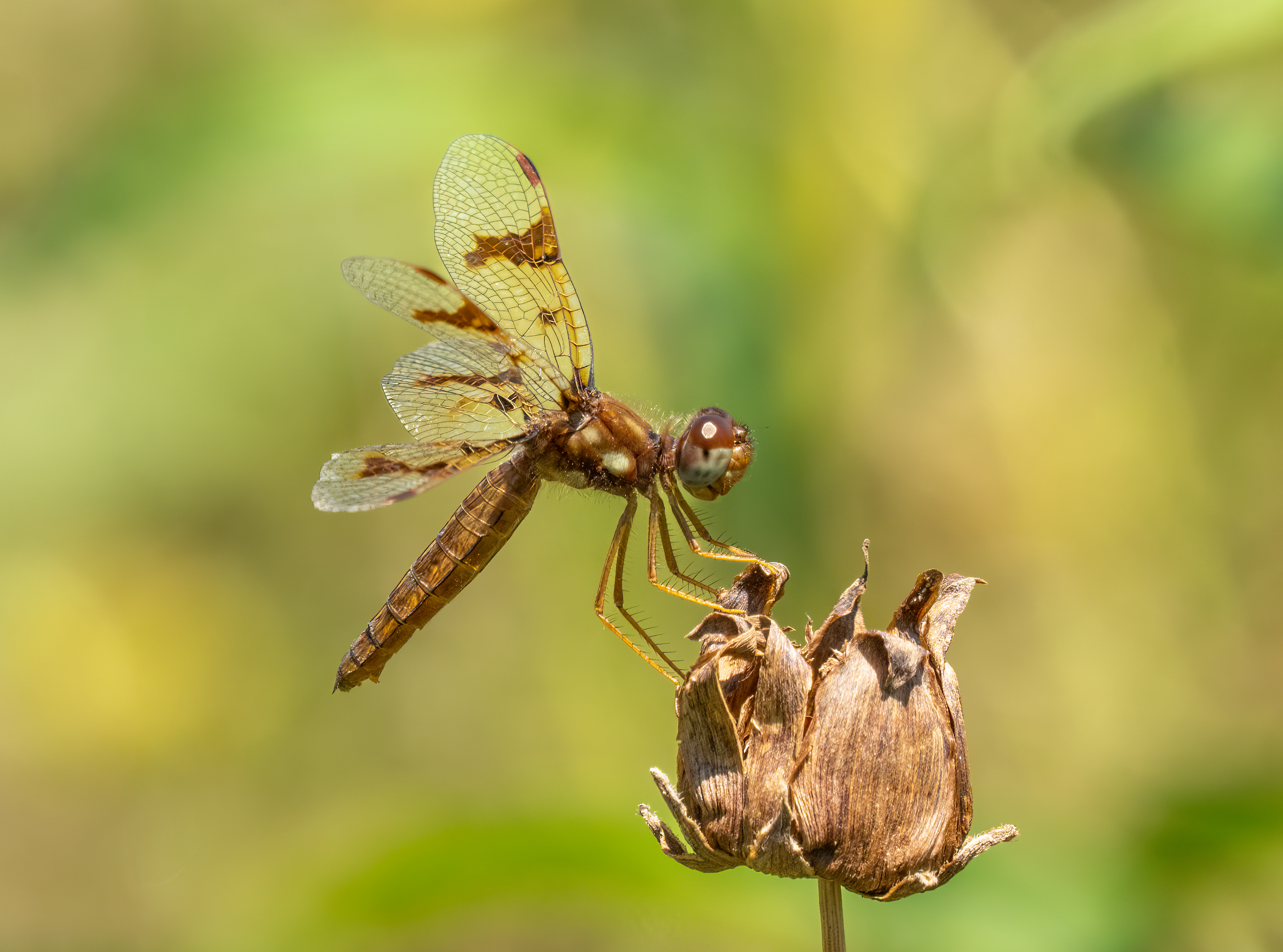
Perithemis tenera

- Perithemis bella
- Perithemis capixaba
- Perithemis cornelia
- Perithemis domitia
- Perithemis electra
- Perithemis icteroptera
- Perithemis intensa
- Perithemis lais
- Perithemis mooma
- Perithemis parzefalli
- Perithemis rubita
- Perithemis tenera Perithemis tenera
- Perithemis thais